# Pierre Gourju
Pierre Gourju (* 13. Februar 1762 in Morestel; † 5. April 1814 in Lyon) war ein französischer Ordensgeistlicher und Schriftsteller.

## Leben
Pierre Gourju war ein Sohn des in Morestel in der ehemaligen Dauphiné als Notar beschäftigten Joseph Gourju (um 1720–1780) und der Marguerite Perret (1726–1790). Er wurde zum geistlichen Stand bestimmt und in seinem 15. Lebensjahr der Kongregation der Oratorianer anvertraut, in die er zwei Jahre später nach der Beendigung seiner Vorstudien eintrat. Er widmete sich dem Unterrichtswesen und wurde, nachdem er in den Schulen seines Ordens in Lyon, Effiat und anderen Städten untergeordnete Lehrerstellen versehen hatte, Professor der Physik und Philosophie im Kolleg in Lyon.
Als die geistlichen Anstalten im Zuge der Französischen Revolution 1792 geschlossen wurden, arbeitete Gourju als Privatlehrer, bis die Verfolgung der Geistlichen während der Terrorherrschaft ihn zwang, die Flucht zu ergreifen und sich zu verbergen. Nach dem Sturz Robespierres (1794) kehrte er nach Lyon zurück und eröffnete eine Lehranstalt, in der er Unterricht in Philosophie, Literatur und Mathematik erteilte. Durch die Gründung der Universität 1810 kam es zwar auch zur Aufhebung seines Instituts, zugleich erfolgte aber seine Ernennung zum Professor der Philosophie und Dekan der philosophischen Fakultät der Akademie zu Lyon. Dort konnte er jedoch, da seine Gesundheit durch Kummer und übermäßige Anstrengung bereits sehr geschwächt war, nur noch wenige Jahre wirken. Er starb am 5. April 1814 im Alter von 52 Jahren in Lyon.
Gourju war während seines Lebens nicht als Schriftsteller hervorgetreten. Unter seinem Nachlass fanden sich aber viele teils völlig ausgearbeitete, teils noch unvollendete Schriften über Philosophie, Physik und Rhetorik. Von diesen Werken erschien nur einziges im Druck:
- La philosophie du dix-huitième siècle dévoilée par elle-même, ouvrage adressé aux pères de famille et aux instituteurs chrétiens, et suivi d’observations sur les notes dont Voltaire et Condorcet ont accompagné les « Pensées de Pascal », 2 Bände, Lyon und Paris 1816

Der Verfasser sucht darin die unchristliche Philosophie des 18. Jahrhunderts ins Lächerliche zu ziehen.